# Monte San Giovanni in Sabina
Monte San Giovanni in Sabina är en ort och kommun i provinsen Rieti i regionen Lazio i Italien. Kommunen hade 672 invånare (2018).